# Lucía Pastor
Lucía Pastor Ramos (Burgos, 1868 - Madrid, 1960) fue una cantante lírica española. Con registro de tiple, se consagró como una de las mujeres con más repercusión en el ámbito lírico español de finales del siglo XIX. 

## Trayectoria
Nació en 1868 en Burgos en el seno de una familia de cantantes. Junto a su hermana Juana, con quien se formó, fueron las más conocidas. Aunque no se conserva demasiada información sobre su biografía, comenzó a cantar en el Teatro Variedades de Madrid junto a los cantantes Luisa Campos y José Mesejo, personalidades destacadas dentro del género chico.
En 1883, participó en el estreno de Flamencomanía, obra de Ángel Rubio, junto a su hermana Juana en los Jardines del Buen Retiro de Madrid. Dos años después, en 1885, entró en la compañía itinerante liderada por su hermana Juana, empezando así una gira nacional por provincias. Desde 1886 formó parte del elenco en el estreno de Muerto el perro..., de Isidoro Hernández en el Teatro Eslava de Madrid. Estrenó también La Gran Vía en el Salón del Prado junto al Retiro, zarzuela de los compositores Federico Chueca y Joaquín Valverde cuyo fin era representar el ambiente de chirigota en Madrid en torno a la nueva avenida de la Gran Vía; y El oro de la reacción, de Manuel Fernández Caballero. Este mismo año, estrenó el 4 de septiembre de 1886 La niña Pancha en el Teatro Eslava. Al día siguiente de la representación se leía en el periódico La Época una crítica que le alaba.
El 28 de septiembre de 1887, se estrenó la obra Lucía Pastor, también conocido como Pichichi, en el Teatro Variedades de Madrid, un apropósito cómico-lírico dedicado a Pastor y compuesto para que ella interpretara el papel principal, en un acto y en prosa, con música del compositor Isidoro Hernández y texto de Calixto Navarro y Julián García Parra del que se conserva el libreto y la partitura originales. El año 1887 fue su temporada de más actividad musical en el Teatro Variedades: participa en las representaciones de Tocador de señoras, de Viaña; Juez y parte, de Rubio; y La Gran Vía. Este mismo año estrena El figón de las desdichas, de Ruperto Chapí y La fiesta de la Gran Vía, de Manuel Nieto en el Teatro Eslava. También participó en la representación de Efectos de la Gran Vía de Isidoro Hernández en el Teatro Felipe (ambas obras son secuelas de La Gran Vía).  
En 1888 estrenó ¡Tío... yo no he sido! y Dos canarios de café de Ángel Rubio en el Teatro Príncipe Alfonso. También estrenó Los baturros de Manuel Nieto en el Teatro Martín. El año siguiente estrenó Habanos y filipinos, obra de Manuel Nieto y Apolinar Brull, en el Teatro Príncipe Alfonso y Don Jaime el Conquistador de Fernández Caballero en el mismo teatro madrileño. En 1890, estrenó Misa de réquiem de Manuel Nieto en el Teatro Apolo y ¡Si yo fuera hombre! de Teodoro San José y libreto de Enrique Sánchez Seña, obra en la que podemos encontrar su nombre en el libreto original, donde menciona además que se incluye una foto de la solista. Ese mismo año, con 22 años, se casó con el dramaturgo, político y periodista español Emilio Sánchez Pastor, que le dedicó el libreto de la zarzuela El tambor de granaderos de Ruperto Chapí.
Por último, en 1891, participó en la representación de El director del compositor Joaquín Valverde Sanjuán.